# NGC 3293
NGC 3293 (другие обозначения — OCL 816, ESO 128-SC5) — рассеянное скопление в созвездии Киль. Скопление открыл Никола Луи Лакайль в 1751 году.
Скопление состоит из более чем 100 звёзд ярче 14 видимой звёздной величины и занимает на небе площадку размером около 10 угловых минут. Ярчайшие из звёзд являются голубыми сверхгигантами видимой звёздной величины 6,5 и 6,7. Также скоплению принадлежит пульсирующий красный сверхгигант 7 величины, V361 Киля.
Этот объект входит в число перечисленных в оригинальной редакции «Нового общего каталога».